# Giannīs Gkalitsios
Giannīs Gkalitsios (in greco: Γιάννης Γκαλίτσιος; Larissa, 15 maggio 1958) è un ex calciatore greco, di ruolo difensore.
È il padre di Giōrgos Gkalitsios.

## Carriera

### Club
Cresciuto calcisticamente nel settore giovanile del AE Larissa FC, Gkalitsios esordì in prima squadra nel 1979, rimanendo legato per tutta la carriera al club della sua città natale. Con la maglia del AE Larissa FC disputò 399 partite ufficiali, realizzando 10 reti, e contribuì ai maggiori successi del club nel calcio greco, tra cui il titolo nazionale.

### Nazionale
Nel periodo tra il 1982 e il 1984 fu convocato nella nazionale greca, con cui collezionò 17 presenze, rappresentando il proprio Paese in incontri ufficiali senza mai segnare.

## Palmarès

### Club

#### Competizioni nazionali
- Campionato greco: 1

Larissa: 1987-1988
- Coppa di Grecia: 1

Larissa: 1984-1985